# Ulica Kalwaryjska w Krakowie
Ulica Kalwaryjska – główna, a jednocześnie najstarsza, ulica dzielnicy XIII Podgórze w Krakowie. Biegnie od Rynku Podgórskiego do Ronda im. Antoniego Matecznego.

## Historia
Najwcześniejszy odcinek ulicy Kalwaryjskiej – od Rynku Podgórskiego do skrzyżowania z ulicą Smolki – został wytyczony w latach 1787–1789 jako odcinek drogi łączący miasto Podgórze z traktem biegnącym ze Lwowa do Wiednia. Z kolei od skrzyżowania z ul. Smolki do Ronda Matecznego jest częścią dawnego traktu Węgierskiego. Zabudowę ulicy rozpoczęto na początku XIX wieku po jej południowej stronie. Północną stronę drogi zabudowano w połowie XIX wieku po osuszeniu terenu.

### Dawne nazwy
- 1789–1910 – Trakt Izdebnicki
- 1910–1940 – Kalwaryjska
- 1940–1945 – Zakopanerstrasse
- 1945–1950 – Kalwaryjska
- 1950–1990 – Wincentego Pstrowskiego
- od 1990 – Kalwaryjska

## Zabudowa
Zabudowę ulicy stanowią głównie jedno- i dwupiętrowe kamienice z lat 1890-1910.

### Ważniejsze budynki
- kamienice nr 1, 4, 17, 29, 32 i 90, zaprojektowane przez Stanisława Serkowskiego
- kamienice nr 54 i 60, zaprojektowane przez Józefa Taborskiego
- hala K.S. Korona z lat 1958-1960

## Galeria

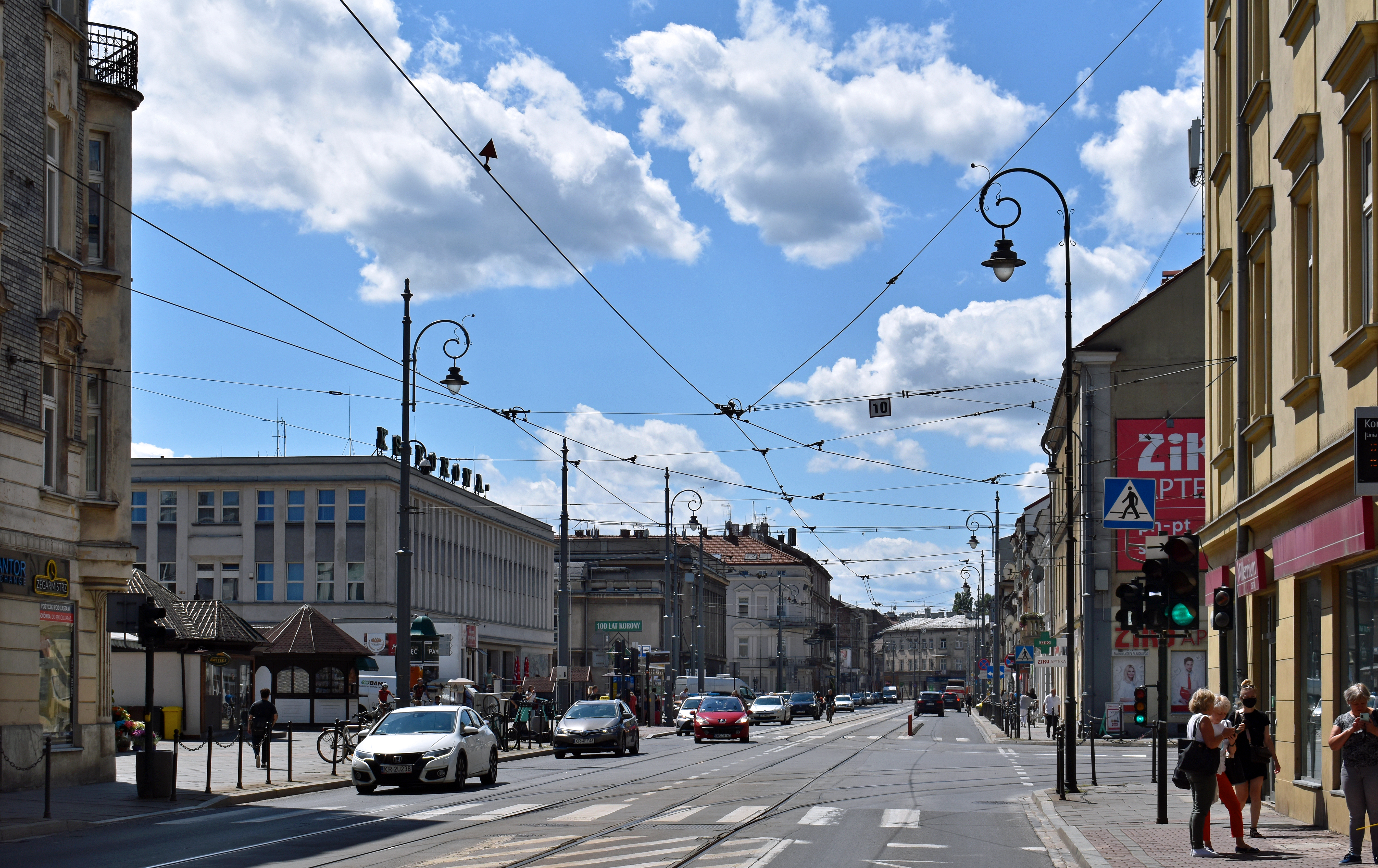
Widok z Rynku Podgórskiego na zachód. Prawa strona numery parzyste.
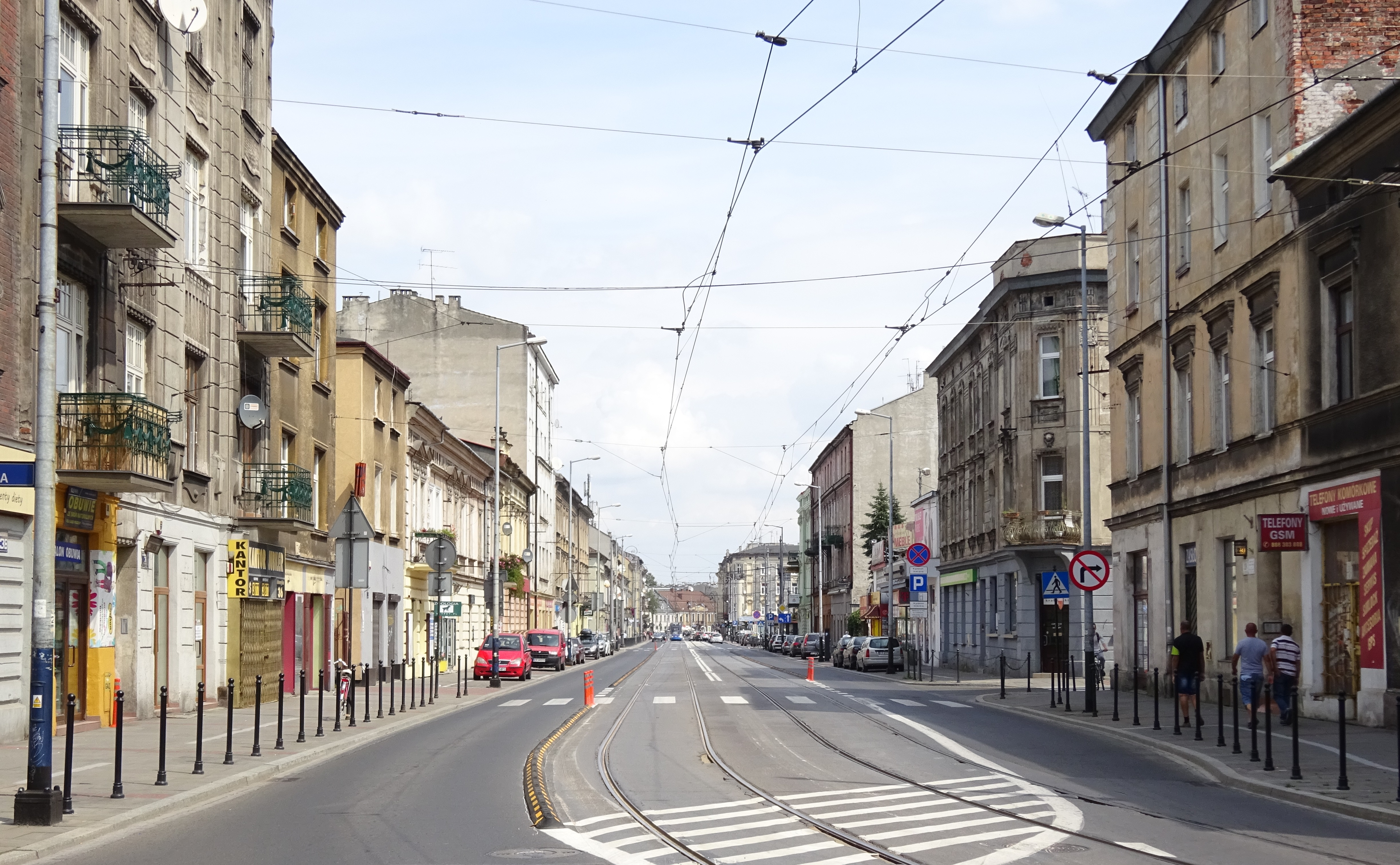
Widok w rejonie skrzyżowania z ul. Długosza na północny wschód (2016).
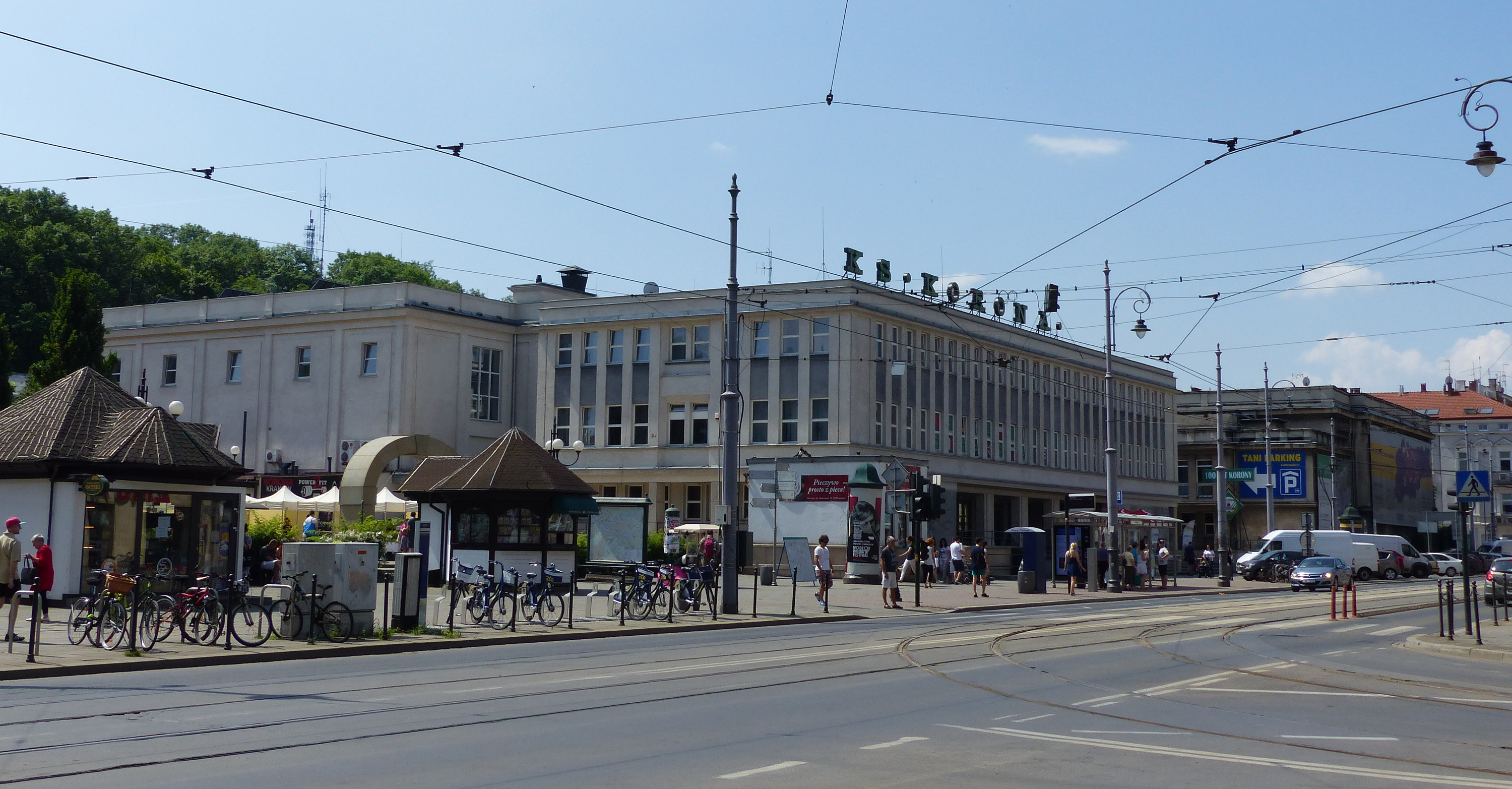
Hala, basen i hotel KS Korona, ul. Kalwaryjska 9-15.
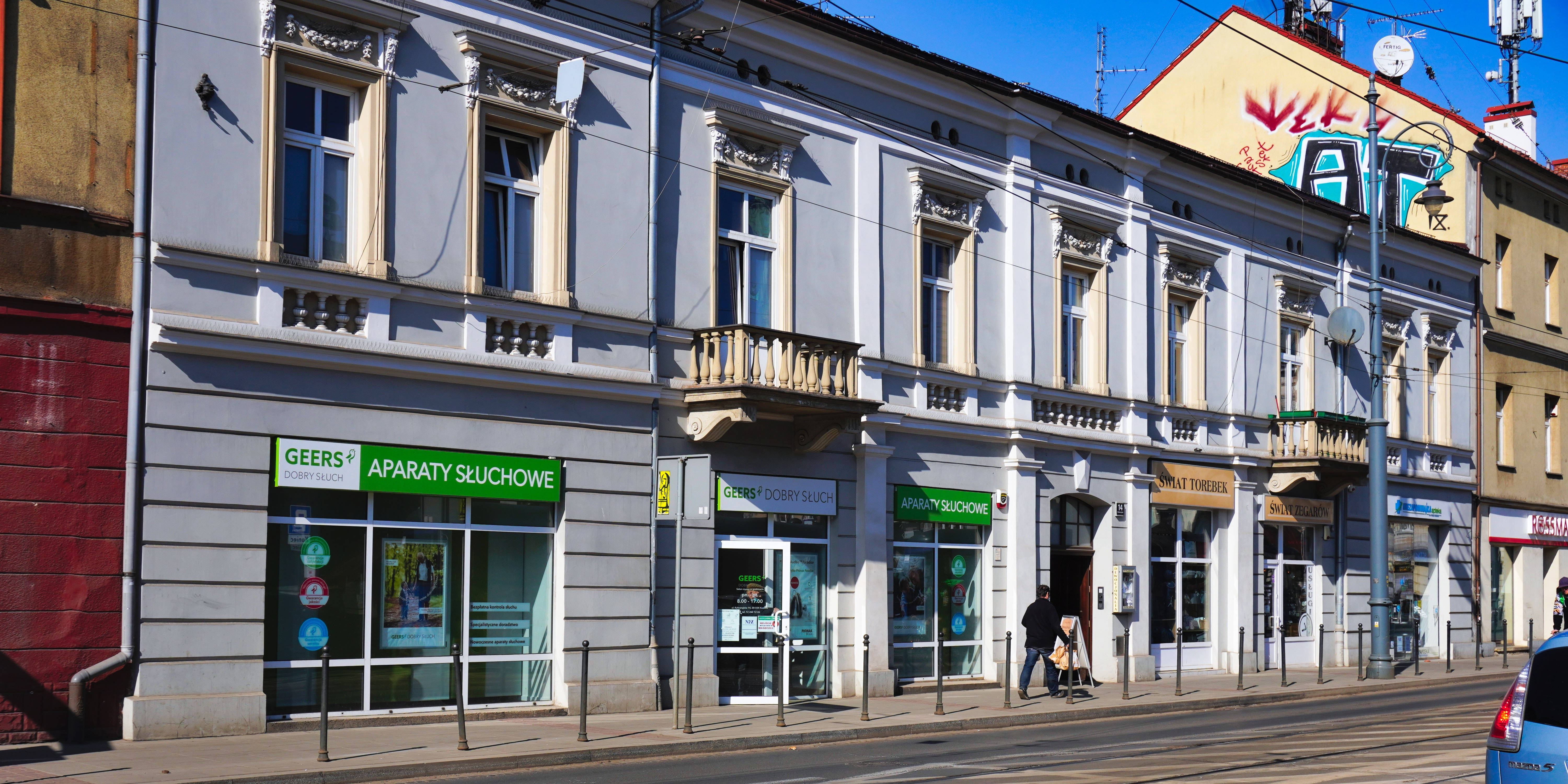
Kamienica (ok. 1890), ul. Kalwaryjska 14.
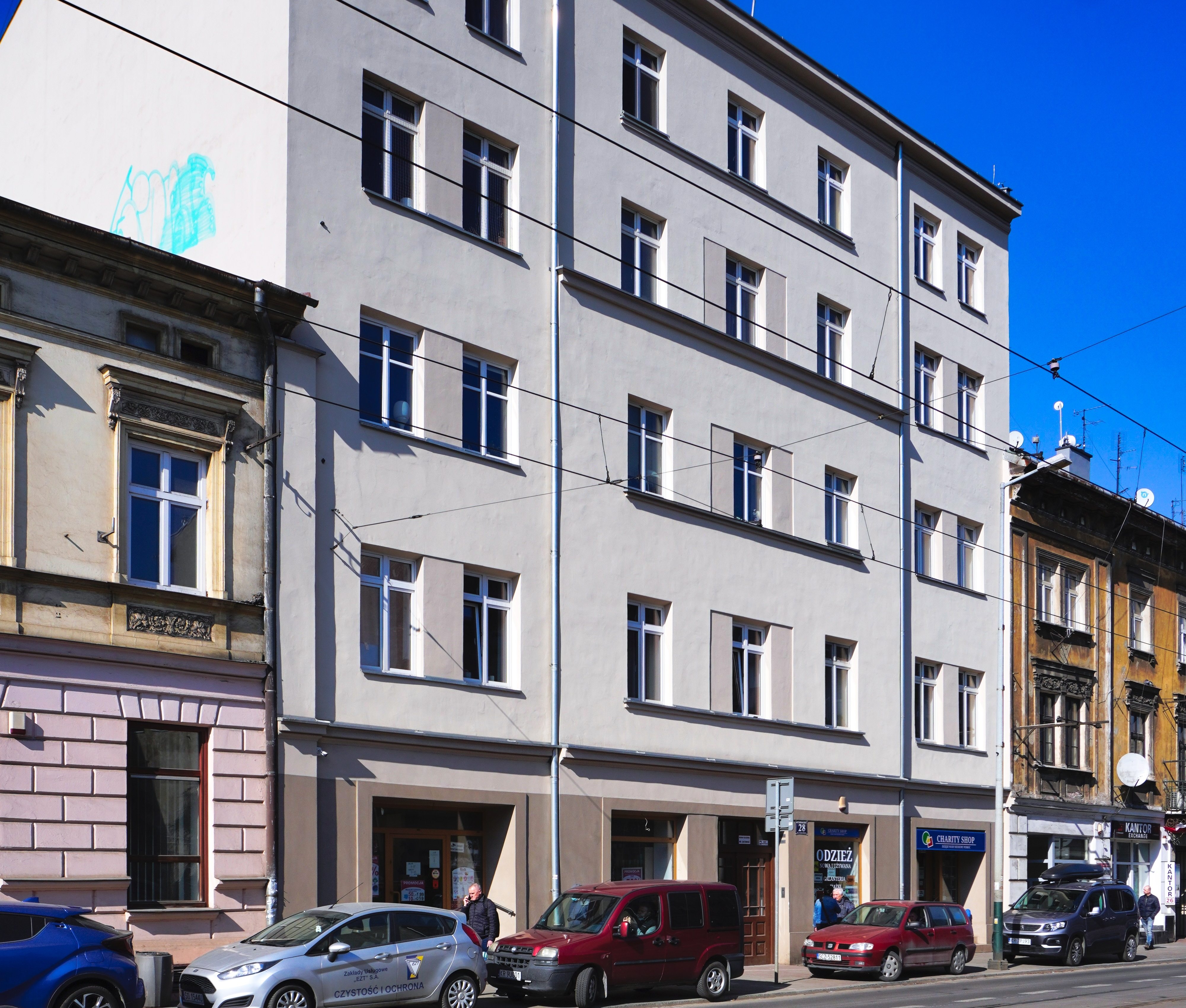
Modernistyczna kamienica, ul. Kalwaryjska 28.
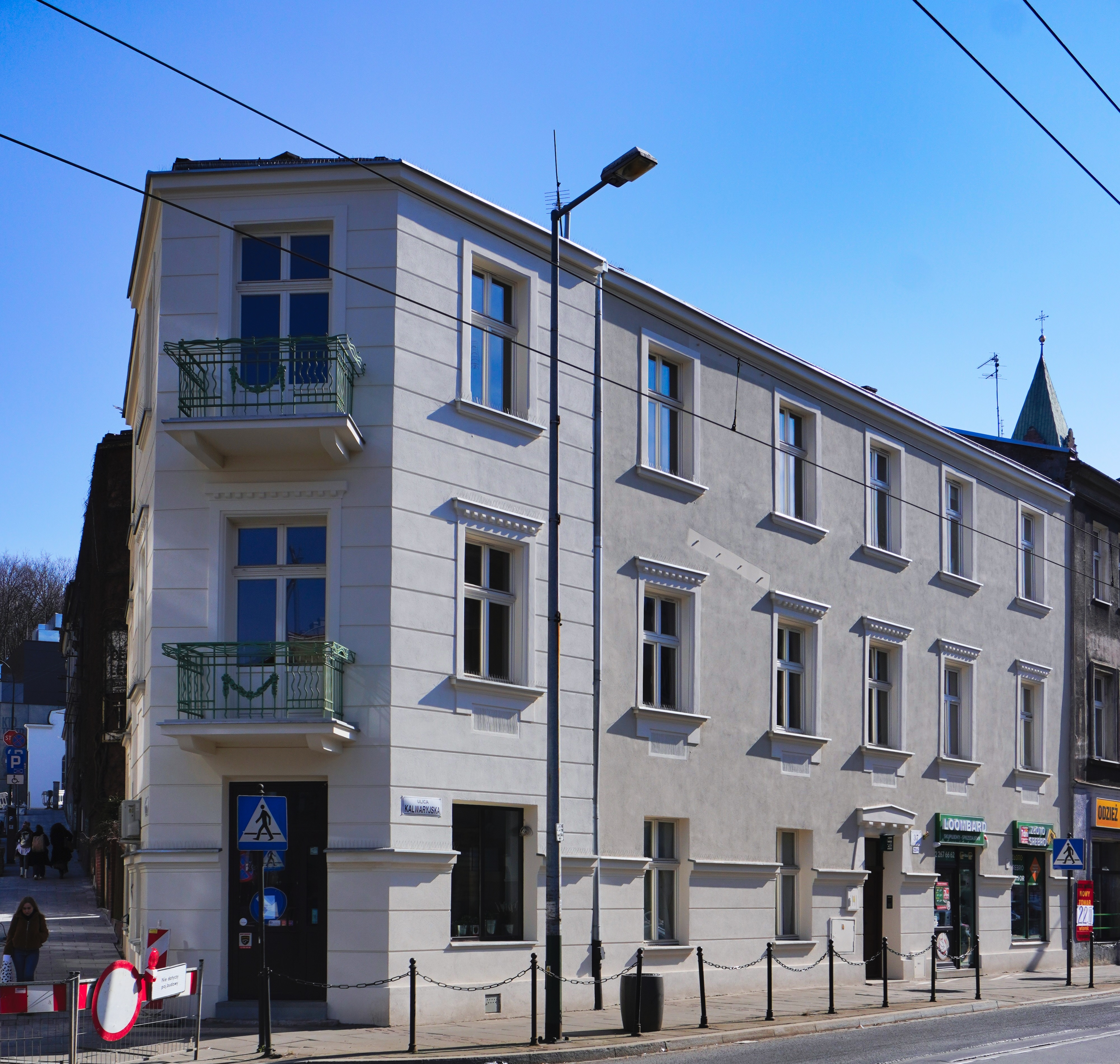
Kamienica (ok. 1910), ul. Kalwaryjska 37.
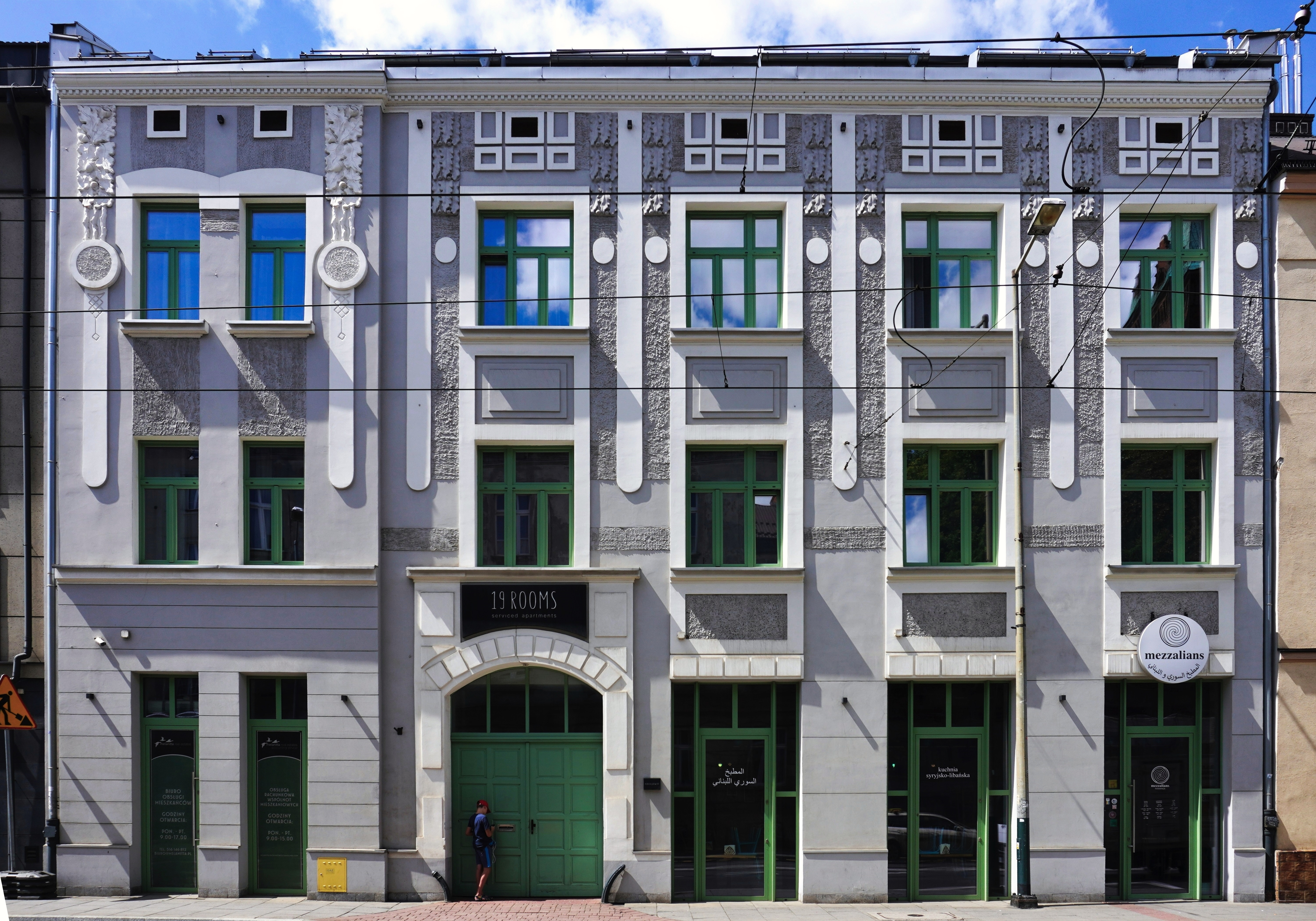
ul. Kalwaryjska 66 Kamienica (proj. Jan Pytel, 1911)
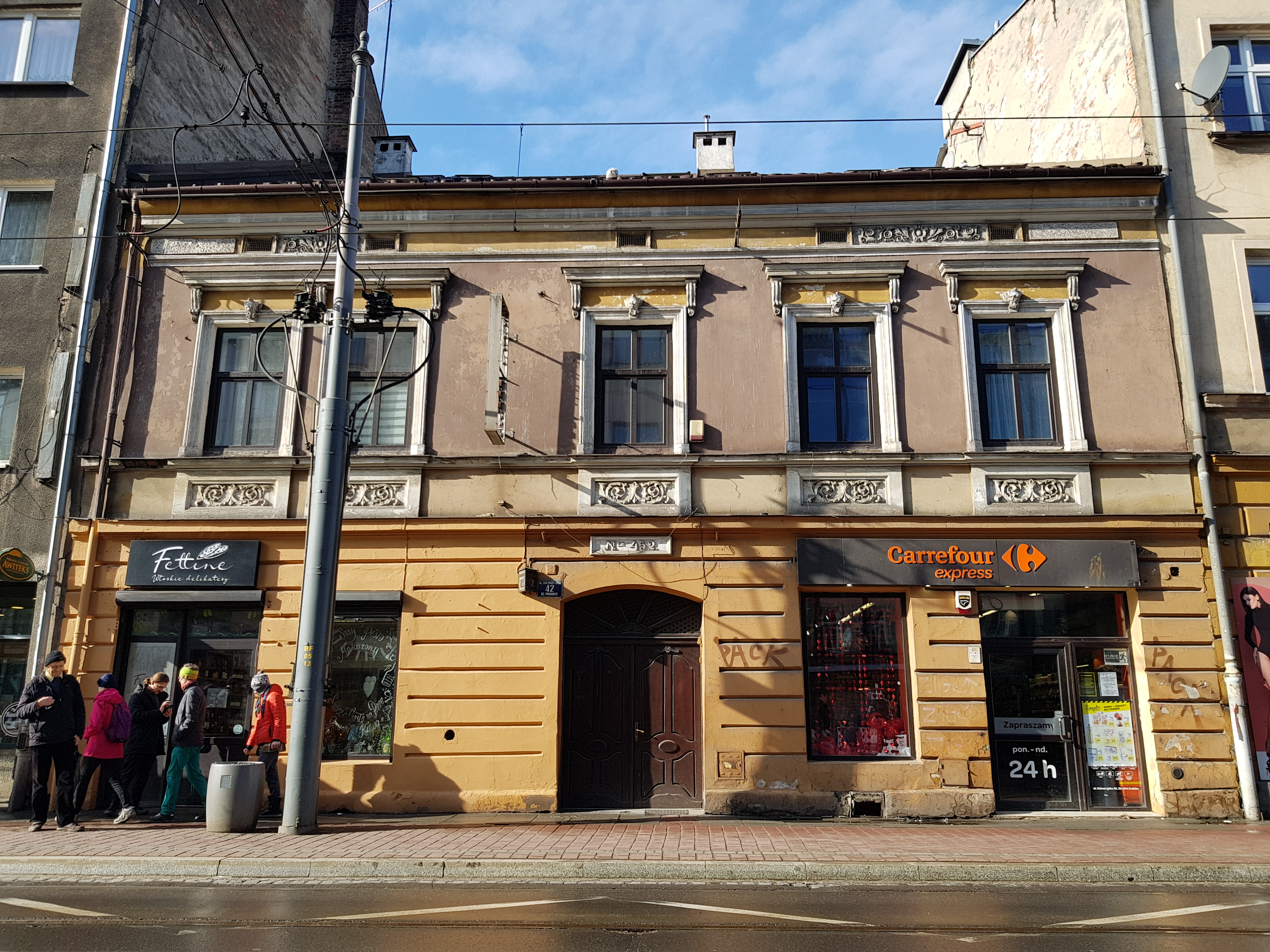
Kamienica, ul. Kalwaryjska 42
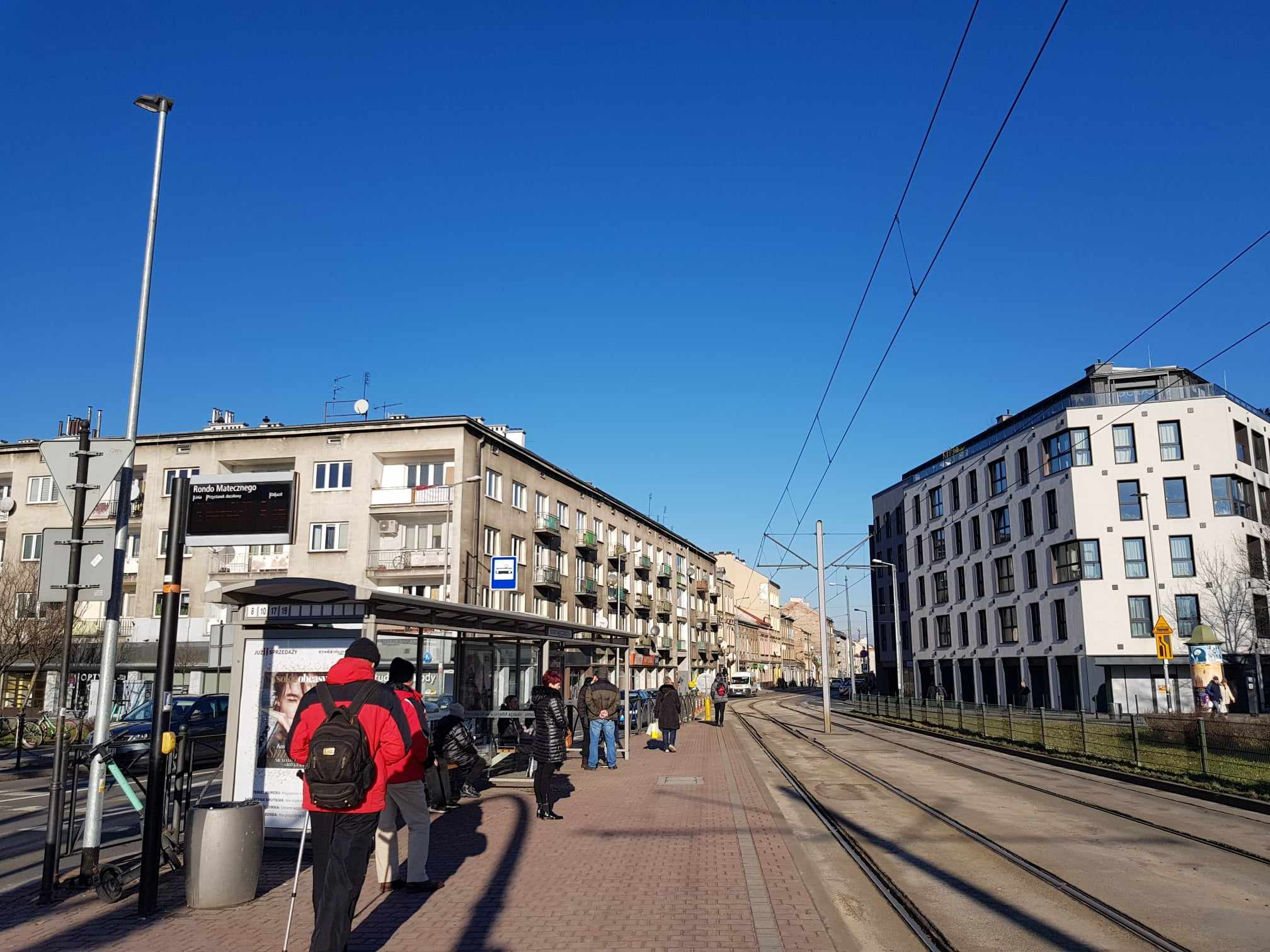
Widok na północ od przystanku tramwajowego „Rondo Matecznego”
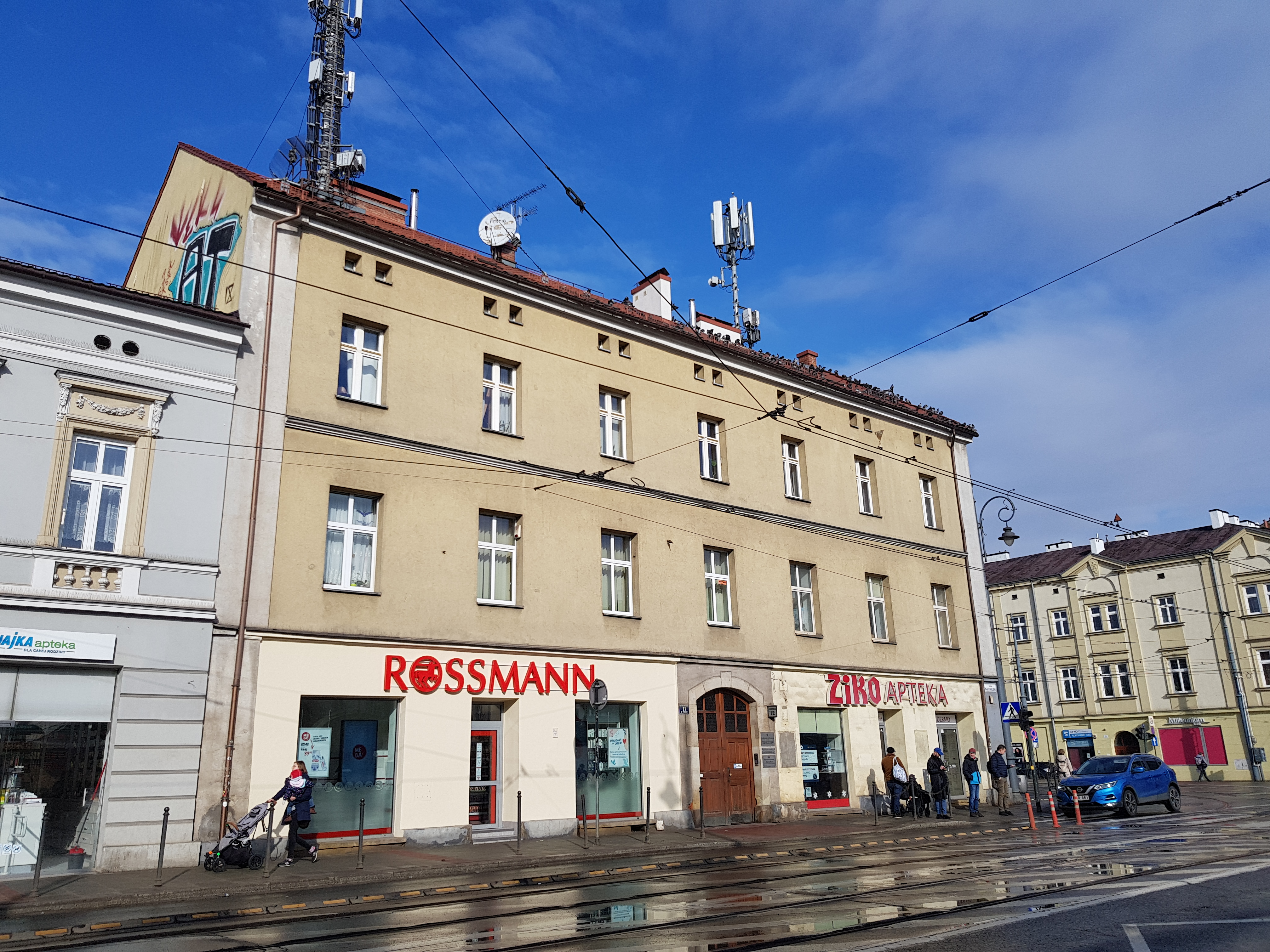
Kamienica, ul. Kalwaryjska 12
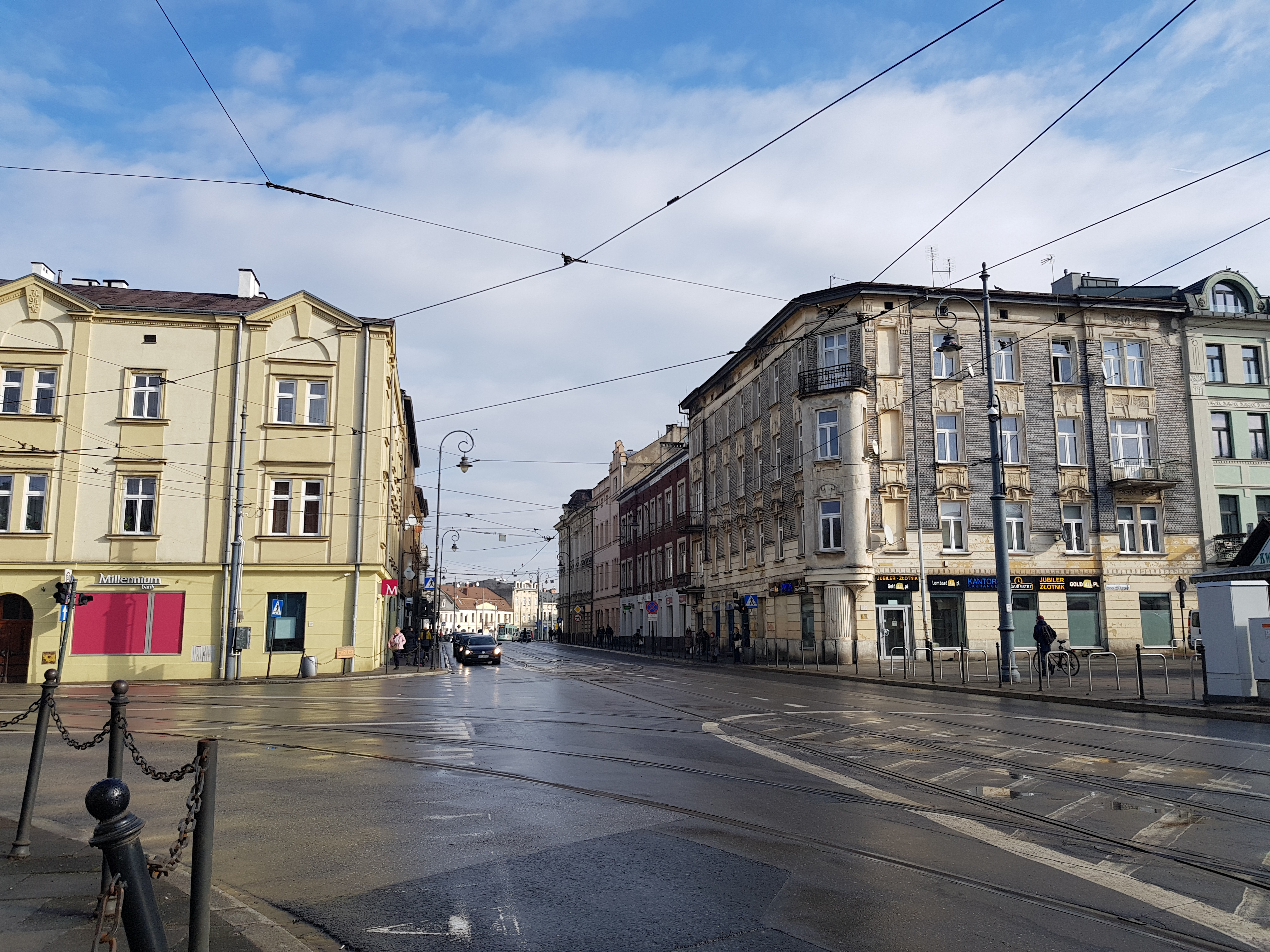